# Коваленко Неоніла Василівна
Неоніла Василівна Коваленко (нар. 21 липня 1928 — ?) — українська радянська діячка, старший посадчик металу новопрокатного цеху Дніпровського металургійного заводу імені Дзержинського міста Дніпродзержинська Дніпропетровської області. Депутат Верховної Ради СРСР 7-го скликання.

## Біографія
Освіта середня технічна: закінчила металургійний технікум.
У 1949—1957 роках — дублер поста управління рейкобалкового цеху, посадчик металу блюмінга «1150», фабрикатор, старший бригадир складу злитків Дніпровського металургійного заводу імені Дзержинського міста Дніпродзержинська Дніпропетровської області.
Член КПРС з 1956 року.
З 1957 року — старший посадчик металу новопрокатного цеху Дніпровського металургійного заводу імені Дзержинського міста Дніпродзержинська Дніпропетровської області.
Потім — на пенсії в місті Дніпродзержинську (Кам'янському) Дніпропетровської області.

## Нагороди
- орден «Знак Пошани»
- ордени
- медалі